# Farinole
Farinole (en corso Ferringule) es una comuna y población de Francia, en la región de Córcega, departamento de Alta Córcega.
Su población en el censo de 1999 era de 179 habitantes.

## Demografía
| 115 | 121 | 131 | 148 | 176 | 179 |
| Para los censos de 1962 a 1999 la población legal corresponde a la población sin duplicidades (Fuente: INSEE [Consultar]) |     |     |     |     |     |

- Datos: Q766323
- Multimedia: Farinole / Q766323

1. ↑  Worldpostalcodes.org, código postal n.º 20253.
2. ↑  INSEE, Datos de población para el año 2012 de Farinole (en francés).